# NGC 4719
NGC 4719 (również PGC 43428 lub UGC 7987) – galaktyka spiralna z poprzeczką (SBb), znajdująca się w gwiazdozbiorze Psów Gończych. Odkrył ją William Herschel 3 maja 1785 roku. Jest to galaktyka aktywna.